# بامبانيرا
بلدية بَمْبَنيرة (بالإسبانية: Pampaneira) هي بلدية تقع في مقاطعة غرناطة التابعة لمنطقة أندلوسيا جنوب إسبانيا.

## الديموغرافيا
بلغ عدد سكان بلدية بمبنيرة 363 نسمة عام 2011 (وفقاً للمعهد الوطني الإسباني للإحصاء).
| 335 | 345 | 315 | 355 | 322 | 298 | 363 |

## معرض صور

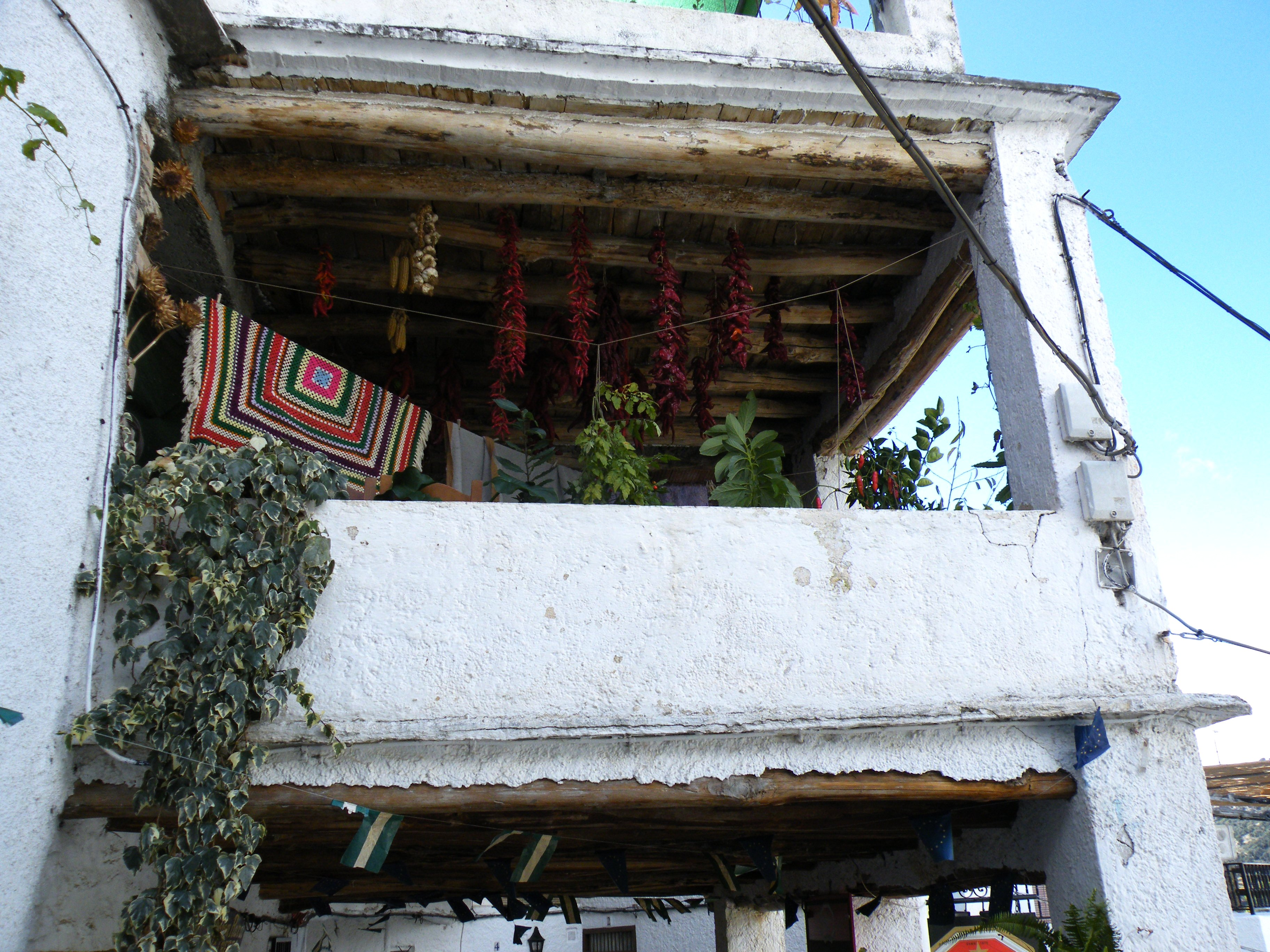
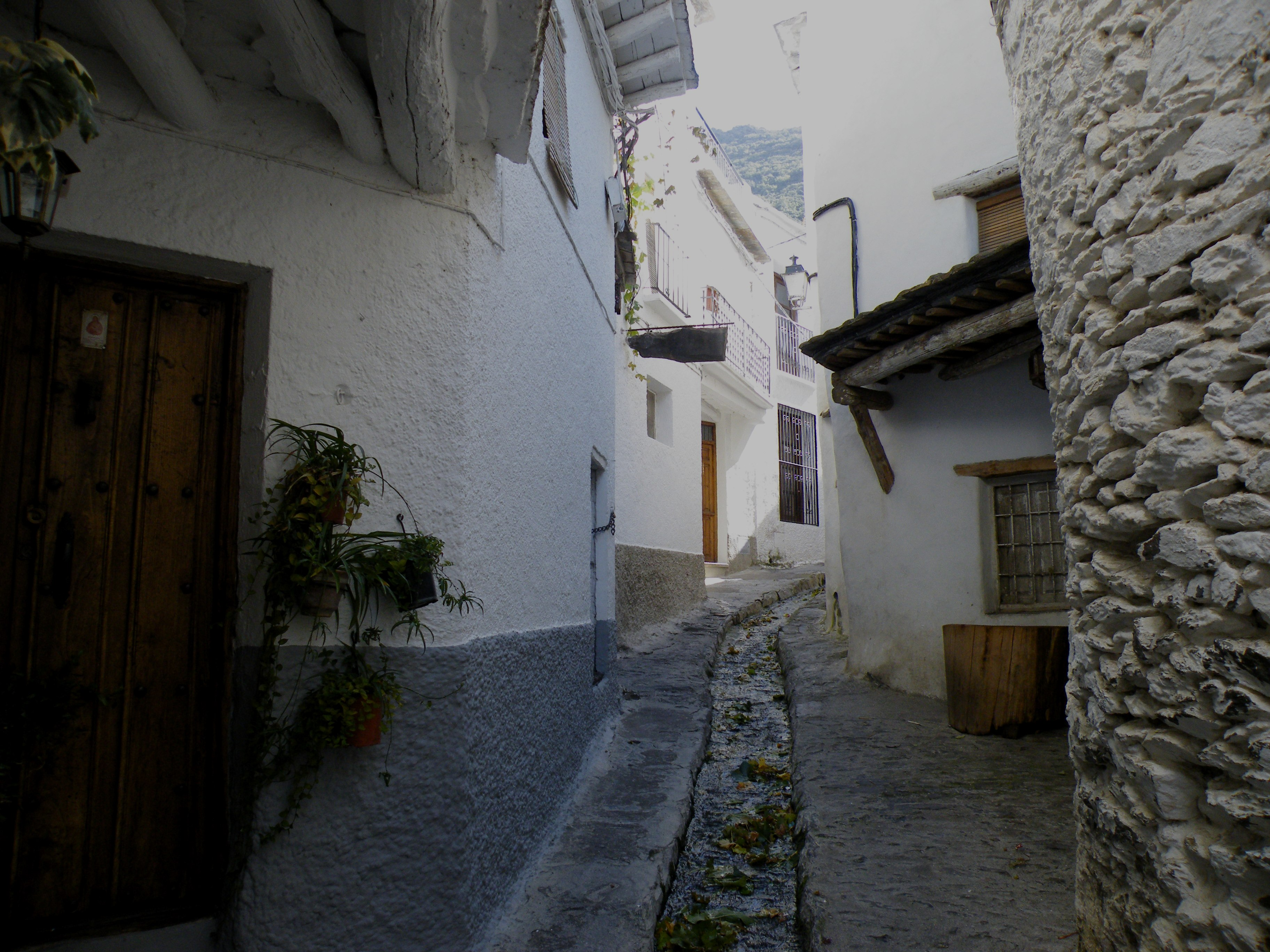
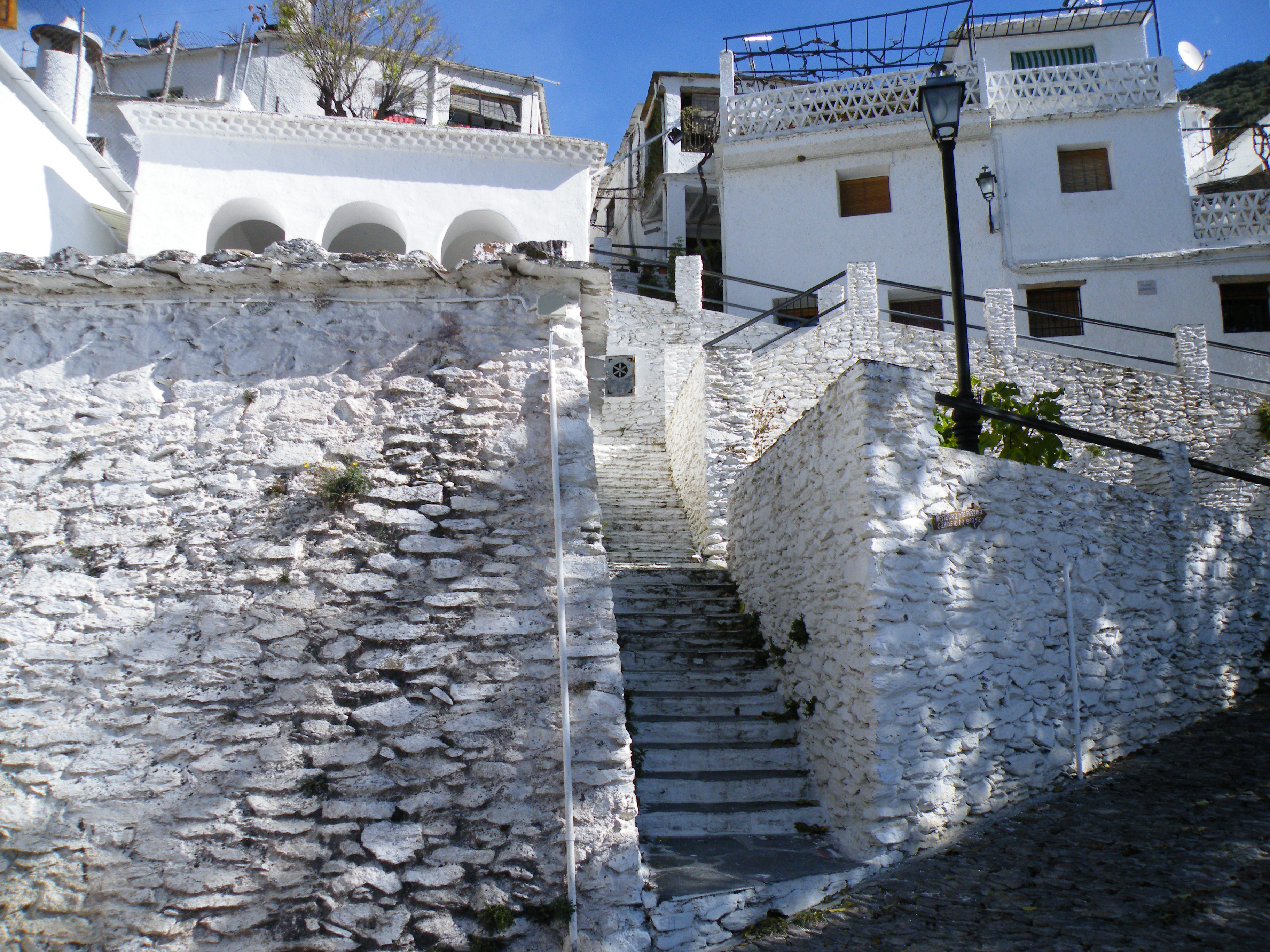
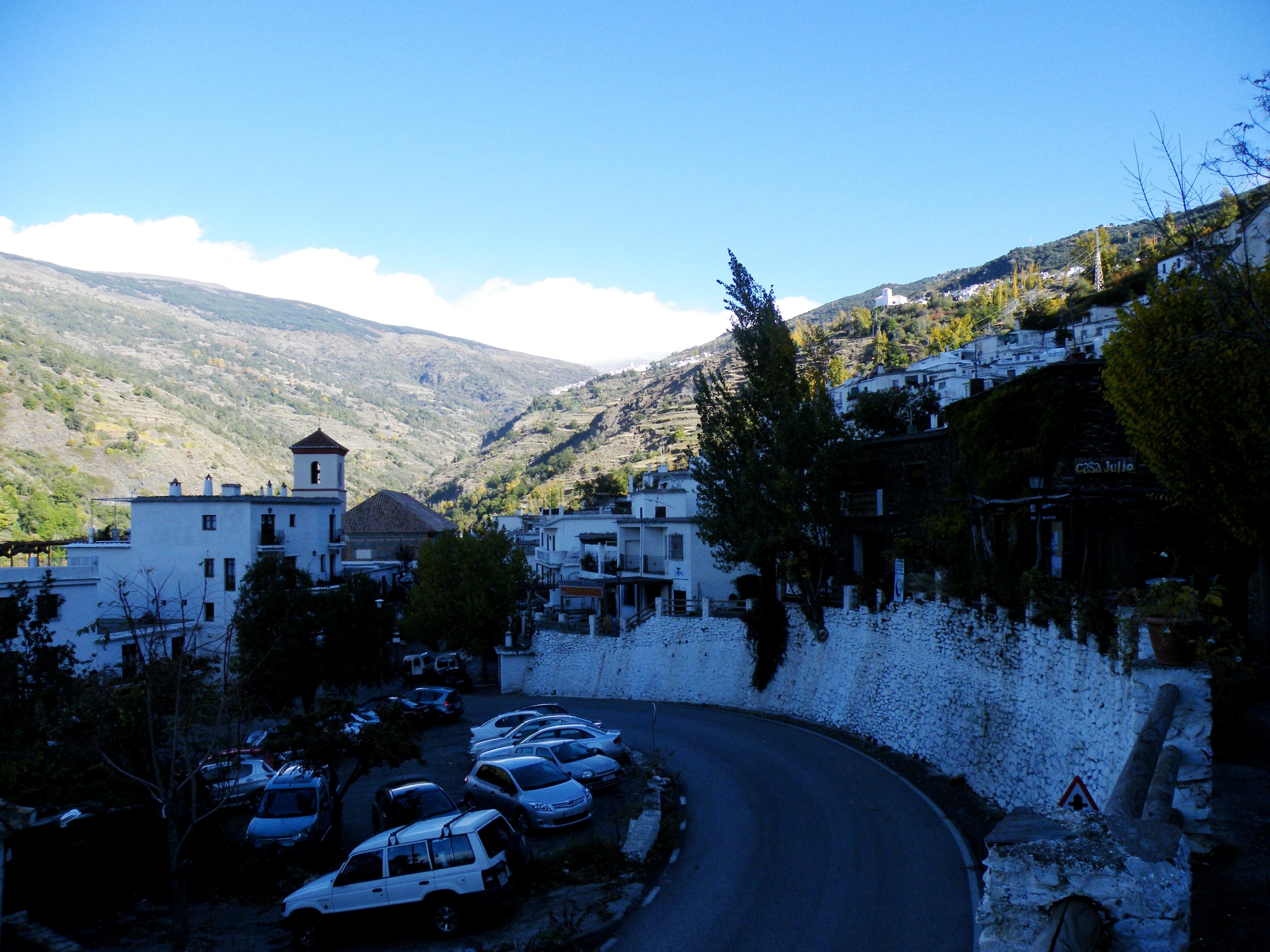